# The Broken Eye
The Broken Eye ist der dritte von fünf Romanen (in der deutschen Übersetzung sind es sieben) in der High-Fantasy-Saga Lichtbringer des US-amerikanischen Autors Brent Weeks. Er wurde erstmals 2014 veröffentlicht. Auf Deutsch ist der Roman in zwei Teilen, Sphären der Macht und Schattenblender, in der Übersetzung durch Michaela Link 2015 bei Blanvalet erschienen.

## Handlung
Der Roman The Broken Eye beginnt mit einem Meeresdämonenangriff auf die Chromeria, die von einem schwarzen Pottwal verteidigt wird und die Stadt im letzten Moment rettet. Pottwale waren seit der Schließung der Ewigdunklen Pforten nicht mehr gesehen worden. Dieses Ereignis scheint allegorischer Natur zu sein, wenn auch das Moralische verschleiert.
Karris Guile (geb. Weißeiche) kehrt mit dem Rest der Schwarzgardisten von Ru in die Chromeria zurück, woraufhin die Weiße sie wegen der Heirat mit dem Prisma ihres Postens bei der schwarzen Garde enthebt. Dann beauftragt sie Karris mit der Verwaltung der Spione der Weißen.
Nach ihrer Rückkehr zu den Jasperinseln wird Teia aggressiv von Joris Nograd rekrutiert, einem Vertreter des Ordens des Zerbrochenen Auges, einer Gruppe von Attentätern mit Wurzeln in uralten, verbotenen Magien, die sich besonders für Parylwandler interessieren. Teia meldet sich bei Hauptmann Eisenfaust, dem Anführer der schwarzen Garde, der sie mitnimmt, um die Weiße zu sehen. Sie ermutigt Teia, weiterhin als Doppelagentin mit ihnen zusammenzuarbeiten. Um ihre Loyalität zu belohnen, gewährleistet sie die wirtschaftliche Sicherheit ihrer Familie.
Kip weicht Zymun schnell aus und geht alleine zurück zur Chromeria. Auf seinem Weg durch den Dschungel erhält er eine religiöse Vision und scheint mit mehreren spirituellen Wesen zu kommunizieren. Bei seiner Rückkehr zur Chromeria verkündet er dem Spektrum, dass das Prisma auf Kanoniers Piratenschiff gefangen ist.
Das Prisma verbringt das erste Drittel des Romans an ein Ruder gekettet als Galeerensklave. Er verbringt viel Zeit damit, über die Entscheidungen nachzudenken, die ihn hierher gebracht haben, und streitet sich mit seinem Ruderkollegen Orholam über Religion. Dieser wird so genannt, weil er humanistische Dinge predigt, aber nichts tut, um die Sklaven zu retten, genau wie Orholam, der Gott. Aber vielleicht ist er ein Prophet des wahren Orholam.
Liv wird auf eine Expedition zu den Ewigdunklen Pforten geschickt, um den ultravioletten Saatkristall zu finden. Saatkristalle können zusammen mit einem Bann von Wandlern verwendet werden, um sich von ihrem Farbgott besitzen zu lassen. Der Einfluss, den sie jeweils auf das Verhalten des anderen haben, ist unklar, obwohl wir aus einer früheren Kartenszene wissen, dass der jenseitige Vertreter für diesen Gott auch aus den 200 Anhängern von Orholam ausgewählt werden muss. Es wird dann enthüllt, dass der schwarze juwelenbesetzte Anhänger, der bei den letzten beiden Fluch-Insassen gefunden wurde, tatsächlich schwarzes Luxin ist, das als „Seelengift“ beschrieben wurde, die lebendige Verkörperung des Bösen. Koios hat es recherchiert und geglaubt, dass er es und damit die „Götter“ kontrollieren kann. Eine Frau, die behauptet, den Orden des Gebrochenen Auges zu vertreten, warnt Liv um jeden Preis davor, ihn zu verwenden.
Der Prophet Orholam verspricht Gavin eine Reihe beunruhigender Träume. Bald darauf träumt er von seiner ersten Befreiung. Die Zeremonie fand kurz nach der Schlacht bei den geteilten Felsen statt. Für die Zeremonie waren 400 Wandler zur Befreiung vorgesehen, darunter viele erfahrene Krieger. Die Zeremonie dauerte vierzig Stunden am Stück. Eine sechzehnjährige Wandlerin schenkt dem Prisma ihre letzten fünf Minuten, in denen er von der seelischen Last der Befreiung nichts spürt. Dieser sinnlose Akt der Selbstlosigkeit bricht den Glauben des Prismas an Orholam und am Ende der Zeremonie wandelt er schwarzes Luxin.
Andross versucht, die Farbe des Infraroten im Spektrum zu erzwingen, um sein Angebot zu unterstützen, Promachos zu werden, und verwendet dazu einen Gebrochenen-Augen-Attentäter. Als dies fehlschlägt, wird sie ermordet und Andross wird sowieso zu Promachos. Er befiehlt Kip, Janus Borrigs Kartendeck (sowie Karten, die ihm vom Prisma gestohlen wurden) zurückzuholen, im Austausch dafür, dass Kip als Prisma-Anwärter erklärt wird.
Während einer Kartenszene testet Koios seine Kontrolle über Schwarz, indem er ein opportunistisches Blau zu Gott Mott erhebt. Sobald dieser einen Verrat versucht, enthauptet ihn der schwarze Anhänger, den ihm der Farbprinz umgehängt hat. Der Farbprinz wählt dann Samila Sayeh für die „Ehre“, die sie nicht will, aber nicht ablehnen kann.
Teia nimmt an einem Rekrutierungstreffen für den Orden teil, bei dem die Geschichte der Welt erklärt wird. In ihrer Ursprungsgeschichte kontrollierte jeder Farbgott oder jede Farbgöttin ihre eigene Nation, die sich in endlosem Krieg gegeneinander befanden. Eine Rasse namens Braxianer glaubte, dass Licht ein Werkzeug ist, keine Sache der Anbetung und wurde oft ohne eigenes Verschulden in die Kriege zwischen den Farbgöttern verwickelt. Um sich zu verteidigen, sammelten sie 14 Schimmerumhänge und gaben sie den Paryl-Wandlern, um den Orden des Gebrochenen Auges zu gründen. Diese Umhänge ermöglichen es den Trägern unsichtbar zu werden. Diese Vorteile ermöglichten es ihnen, die Welt zu überwachen, von denen die meisten die Verwendung mehrerer Farben für blasphemisch hielten. Diakoptes, ein Mitglied ihres Ordens, begann mit schwarzem Luxin zu experimentieren. Es korrumpierte ihn, und er bildete sich seine eigene Gefolgschaft und bewaffnete sie mit dem Wissen, wie man Brillen herstellte, das bis dahin nur die Braxianer besaßen. Damit machte er sich zu Lucidonius und etablierte eine neue Weltordnung unter Orholam, indem er Prismen einsetzte, um die magischen Gezeiten der Welt auszugleichen. Somit konnte der Auftrag nicht mehr wie bisher funktionieren. Bevor sie jedoch im Schatten verschwanden, töteten sie Diakoptes, in der Hoffnung, dass er später wiedergeboren werden und sie zum Licht zurückführen würde.
Liv trifft sich schließlich wieder mit ihrem Vater Corvan, der ihr ein Messer gibt, mit dem sie sich verteidigen kann. Liv ist darüber verblüfft, da sie bereits einige Möglichkeiten hat, sich zu verteidigen, sie nimmt das Messer aber trotzdem an.
Das Prisma versucht zu fliehen, wird aber fast sofort von Eirene Malargos gefangen genommen, die sich nicht sicher ist, was sie mit ihm anfangen soll. Nachdem er zwei seiner Finger durch Folter verloren hat, wird er schließlich von Eisenfausts Schwester, der Nuqaba, besucht. Sie enthüllt den orangefarbenen Saatkristall, mit dem Emotionen gelesen werden können. Dies zwingt das Prisma, ganz ehrlich zu sein. Sie möchte Eirene davon überzeugen, sich ihr anzuschließen und zum Farbprinzen überzulaufen. Dies würde dem Farbprinzen die Nationen Ruthgar und Paria übergeben. Sie erwähnt auch das Musketenschwert als uraltes religiöses Relikt, das das Prisma einem der Galeerensklaven anvertraut hatte, bevor es seine schlecht durchgeführte Flucht vom Sklavenschiff begann.
Der Orden lehrt Teia, ihre Farbe zu nutzen: Zusätzlich zu den oben genannten Anwendungen kann Paryl auch ein Gas bilden. Die Wandler von Paryl hüllen sich in eine Blase davon, um sich unsichtbar zu machen. Es stellt sich auch heraus, dass Lichtspaltung, die Fähigkeit, Sonnenlicht in wandlungsfähige Farben aufzuspalten, bei Paryl-Wandlern deutlich häufiger vorkommt. Obwohl sie rot-grün farbenblind ist, besteht Teia dennoch einen Lichtspaltertest:
Sie hat die Fähigkeit, Farben durch die Haut zu „fühlen“.
Kip findet schließlich Janus’ Karten, aber als er sie auspackt, heften sie sich sofort auf seine Haut. Das mentale Trauma, so viel Input zu erhalten, stoppt sein Herz.
Kip hat dann eine außerkörperliche Erfahrung „außerhalb“ der Zeit in der „Großen Bibliothek“. Er unterhält sich mit einem jenseitigen Wesen, das sich Abaddon nennt. Während er sich selbst als Lichtbringer bezeichnet, nennt er auch Kip Diakoptes. Kip ist dann gezwungen, alle Karten zu sehen, die die Form von Tätowierungen auf seiner Haut haben. Der Prozess erstellt Kopien der Karten, die Abaddon in seinem Umhang aus menschlicher Haut einfängt. Kip stiehlt den Umhang und als Abaddon versucht, sich zu rächen, wird er aus der Bibliothek verwiesen. Kip wird bewusstlos und wird von Teia wiederbelebt. Als er zu sich kommt, werden alle Karten ihrer magischen Eigenschaften beraubt und Kip hat einen Nebelwandlermantel. Teia erklärt Kip, dass sie auf Befehl für die Weiße spioniert hat und Kip gibt Teia den Umhang.
Die Nuqaba versucht, das Prisma zu erschießen, aber die Kugel prallt ab und trifft sie stattdessen selbst. Schließlich beschließen die Nuquaba und Eirene, ihn zu blenden und zu seinem Vater zurückzuschicken, aber ihn auf dem Weg meucheln zu lassen.
Andross weist Kip an, das Heiratsangebot von Tisis Malargos anzunehmen, damit er für Andross spionieren und ihn von den Jasperinseln holen kann, bevor weitere Attentatsversuche folgen können. Kip erklärt Andross die Karten und erlebte dabei mehrere Visionen. In einer davon wird enthüllt, dass schwarzes Luxin Dazens Farbe war.
Während die öffentliche Blendung weitergeht, erwägt das Prisma, Schwarz zu wandeln, um sich selbst zu retten. Dies lehnt er jedoch letztendlich ab und wird im allerletzten Moment von Karris und Eisenfaust gerettet. Sie bringen ihn zur Chromeria zurück, jedoch verliert er eines seiner Augen, bevor sie ihn retten können.
Teia folgt Andross, nachdem er Kips Zimmer verlassen hat. Sie benutzt den Umhang, um sich unsichtbar zu machen, und entdeckt, dass Andross das Gebrochene Auge beauftragt hat, die Weiße zu töten. Während Kip und Tisis ihre Hochzeitsvorbereitungen abschließen, versammelt Teia ihn und den Rest ihrer Schwarzgardisten. Sie erreichen die Räume der Weißen, aber zu spät, um sie zu retten. Dann werden sie von Andross in die Ratskammern gerufen.
Andross wirft sie von der Insel, um Kip einen Vorwand zu geben, sie zu verlassen. Eisenfaust versucht einzugreifen und wird seiner Position als Kommandant der schwarzen Garde enthoben.
Liv erreicht die Ewigdunklen Pforten und findet den ultravioletten Saatkristall. Als sie sich nähert, entzieht ihr ihr Leibwächter ihre Waffen und teilt ihr mit, dass sie den schwarzen Anhänger vom Farbprinzen tragen muss. Liv ersticht ihn stattdessen mit dem Messer, das Corvan ihr gegeben hat und nimmt den Kristall für sich.
Zymun kehrt in die Chromeria zurück und wird zum Prisma Anwärter ernannt, allerdings mit starken Bedenken von Andross. Dann weist Zymun die Lichtgardisten an, Kip und seine Schwarzgardisten zu töten. Während der Rat tagt, kann ihn niemand unterbrechen, so dass dieser Befehl unwidersprochen bleibt. Das Ergebnis ist ein kleiner Krieg in den gesamten Jasperinseln, der zu massiven Sachschäden, der Zerstörung der Kanonen-Geschützbatterie und Hunderten von Toten führt, darunter auch Eisenfausts Bruder Zitterfaust.
Eisenfaust geht, um nach dem Prisma zu sehen, das verschwunden ist.
Andross' Sklave Grinwoody erscheint – Eisenfaust hat offenbar einen Eid auf den Orden des Gebrochenen Auges geschworen und liefert den schwarzen Saatkristall aus dem Zimmer der Weißen an Grinwoody, der sich als Anführer des Ordens und Onkel von Eisenfaust herausstellt.
Er offenbart Eisenfaust, dass der wahre Zweck des Ordens darin besteht, den schwarzen Saatkristall zu bewachen, der von den Chromeria aufbewahrt wird. Eisenfaust hat ihn unwissentlich in die Hände des Ordens gegeben. Eisenfaudst sagt ihm, dass Kip der Lichtbringer ist und angewiesen wird, „ihn zu retten oder zu töten und mit ihm die ganze Welt“.
Der Trupp entkommt schließlich auf das Malargos-Schiff, nachdem Kip Tisis geheiratet hat, aber Teia bleibt zurück, um das Gebrochene Auge weiter zu infiltrieren. Der Rest des Trupps geht mit Kip, um den Farbprinzen zu jagen.
Nachdem die Weiße kurz vor dem jährlichen Sonnentag gestorben ist, soll ein neuer Weißer gewählt werden. Orea, der frühere Weiße, hat Karris in den Auswahlprozess manövriert. Mit der Intuition, die Orholam ihr gegeben hat, errät sie, dass jemand, vermutlich Andross, versucht hat, die Auswahl zu untergraben. Nachdem sie in einer Prüfung den richtigen Stein gewählt und ein sofortiges Attentat überlebt hat, wird sie die neue Weiße.
Dazen wacht in dem Gefängnis auf, das er für seinen Bruder gebaut hat. Anscheinend wurden die Gefängnisse, aus denen Gavin entkommen war, wieder aufgebaut. Er findet sich in der blauen Zelle wieder.

## Chromaturgie
Chromaturgie ist die Kunst, Licht zu nutzen und daraus eine Substanz namens Luxin zu schaffen. Sie ist die Grundlage des Magiesystems der Saga. Luxin kann viele verschiedene Schattierungen aus dem sichtbaren Spektrum und dem nicht Sichtbaren annehmen und an beiden Enden davon (was wir Infrarot und Ultraviolett nennen würden), hat jede Farbe ihre eigenen einzigartigen Eigenschaften.

## Ausgaben
- The Broken Eye. Orbit, 2014, ISBN 978-1-84149-909-3.
  - Sphären der Macht. Blanvalet, 2015, ISBN 978-3-7341-6029-5.
  - Schattenblender. Blanvalet, 2015, ISBN 978-3-7341-6038-7.

## Einzelnachweis
1. ↑  Marc Aplin: The Broken Eye by Brent Weeks: Review. September 2014 (englisch).